# Centralny Zarząd Przemysłu Hutniczego
Centralny Zarząd Przemysłu Hutniczego – jednostka organizacyjna Ministerstwa Przemysłu Ciężkiego, powołana w celu koordynowania, nadzorowania i kontrolowania oraz sprawowania ogólnego kierownictwa nad działalnością gospodarczą przedsiębiorstw państwowych lub będących pod zarządem państwowym.

## Powołanie Zarządu
Na podstawie zarządzenia Ministra Przemysłu i Handlu z 1948 r. wydane w porozumieniu z Ministrem Skarbu i Prezesem Centralnego Urzędu Planowania o utworzeniu Centralnego Zarządu Przemysłu Hutniczego ustanowiono Zarząd. W 1949 r. zarządzeniem Ministra Przemysłu Ciężkiego w sprawie zmiany zarządzenia Ministra Przemysłu i Handlu z 1948 r. o utworzeniu Centralnego Zarządu Przemysłu Hutniczego nadzór na Zarządem sprawował Minister Przemysłu Ciężkiego. Powołanie Zarządu pozostawało w ścisłym związku z dekretem z 1947 r. o tworzeniu przedsiębiorstw państwowych.
Nadzór państwowy nad Zarządem sprawował Minister Przemysłu Ciężkiego.

## Utworzenie Zarządu
Centralny Zarząd Przemysłu Hutniczego wydzielono z administracji państwowej jako przedsiębiorstwo państwowe, prowadzone w ramach narodowych planów gospodarczych oraz według zasad gospodarki handlowej.  

## Przedmiot działalności Zarządu
Przedmiotem działalności Zarządu było koordynowanie, nadzorowanie i kontrolowanie oraz ogólne kierownictwo działalności gospodarczej przedsiębiorstw państwowych lub będących pod zarządem państwowym wymienionych w dołączonym do niniejszego zarządzenia wykazie.

## Rada Nadzoru Społecznego
Przy Zarządzie powołana była Rada Nadzoru Społecznego, której zakres działania, sposób powoływania i odwoływania jej członków, organizację i sposób wykonywania powierzonych czynności określi rozporządzenie Rady Ministrów.
Rada Nadzoru Społecznego miała charakter niezależnego organu nadzorczego, kontrolnego oraz opiniodawczego, podlegającego w swej działalności nadzorowi Prezydium Krajowej Rady Narodowej.

## Kierowanie Zarządem
Organem zarządzającym Zarządu była dyrekcja, powoływana i zwalniana przez Ministra Przemysłu Ciężkiego i składająca się z dyrektora generalnego, reprezentującego dyrekcję samodzielnie oraz z podległych dyrektorowi generalnemu czterech dyrektorów naczelnych.
Do ważności zobowiązań, zaciąganych przez Zarząd, wymagane było współdziałanie, zgodnie z uprawnieniami, przewidzianymi w statucie:
- dwóch członków dyrekcji łącznie,
- jednego członka dyrekcji łącznie z pełnomocnikiem handlowym w granicach jego pełnomocnictwa,
- dwóch pełnomocników handlowych łącznie w granicach ich pełnomocnictw.

## Wykaz przedsiębiorstw nadzorowanych
- Huta Stalowa Wola - przedsiębiorstwo państwowe wyodrębnione" z siedzibą w Stalowej Woli[1].
- Huta Ostrowiec - przedsiębiorstwo państwowe wyodrębnione" z siedzibą w Ostrowcu Świętokrzyskim.
- Zjednoczone Zakłady Metali Nieżelaznych - przedsiębiorstwo państwowe wyodrębnione" z siedzibą w Katowicach.
- Zjednoczone Kopalnie Rudy Żelaznej i Topników - przedsiębiorstwo państwowe wyodrębnione z siedzibą w Częstochowie.
- Zjednoczone Zakłady Materiałów Ogniotrwałych - przedsiębiorstwo państwowe wyodrębnione" z siedzibą w Gliwicach.
- Biuro Projektowania Urządzeń Przemysłu Hutniczego - przedsiębiorstwo państwowe wyodrębnione" z siedzibą w Zabrzu.
- Centrala Zaopatrzenia Hutniczego - przedsiębiorstwo państwowe wyodrębnione" z siedzibą w Katowicach.
- Centrala Złomu - przedsiębiorstwo państwowe wyodrębnione" z siedzibą w Katowicach.
- Centrala Handlowa Żelaza i Stali - przedsiębiorstwo państwowe wyodrębnione" z siedzibą w Katowicach.
- Huta Pokój - przedsiębiorstwo państwowe wyodrębnione" z siedzibą w Nowym Bytomiu.
- Huta Kościuszko - przedsiębiorstwo państwowe wyodrębnione" z siedzibą w Chorzowie.
- Huta Bobrek - przedsiębiorstwo państwowe wyodrębnione" z siedzibą w Bobrku k/Bytomia.
- Huta 1-go Maja - przedsiębiorstwo państwowe wyodrębnione" z siedzibą w Gliwicach.
- Huta im. J. Stalina - przedsiębiorstwo państwowe wyodrębnione" z siedzibą w Łabędach.
- Huta Andrzej - przedsiębiorstwo państwowe wyodrębnione" z siedzibą w miejsc. Zawadzkie, pow. Strzelce.
- Huta Szczecin - przedsiębiorstwo państwowe wyodrębnione" z siedzibą w Szczecinie.
- Huta Batory - przedsiębiorstwo państwowe wyodrębnione" z siedzibą w Chorzowie Batory.
- Huta Florian - przedsiębiorstwo państwowe wyodrębnione" z siedzibą w Świętochłowicach.
- Huta Baildon - przedsiębiorstwo państwowe wyodrębnione" z siedzibą w Katowicach.
- Huta Jedność - przedsiębiorstwo państwowe wyodrębnione" z siedzibą w Siemianowicach Śląskich.
- Huta Małapanew - przedsiębiorstwo państwowe wyodrębnione" z siedzibą w Ozimku, pow. Opole.
- Huta Ferrum - przedsiębiorstwo państwowe wyodrębnione" z siedzibą w Katowicach.
- Huta Bankowa - przedsiębiorstwo państwowe wyodrębnione" z siedzibą w Dąbrowie Górniczej.
- Huta Zabrze - przedsiębiorstwo państwowe wyodrębnione" z siedzibą w Zabrzu.
- Huta Zygmunt - przedsiębiorstwo państwowe wyodrębnione" z siedzibą w Łagiewnikach Śląskich.
- Huta Sosnowiec - przedsiębiorstwo państwowe wyodrębnione" z siedzibą w Sosnowcu.
- Huta im. E. Cedlera - przedsiębiorstwo państwowe wyodrębnione" z siedzibą w Sosnowcu.
- Huta Częstochowa - przedsiębiorstwo państwowe wyodrębnione" z siedzibą w Częstochowie.
- Huta Zawiercie - przedsiębiorstwo państwowe wyodrębnione" z siedzibą w Zawierciu.
- Huta Będzin - przedsiębiorstwo państwowe wyodrębnione" z siedzibą w Będzinie.
- Myszkowskie Zakłady Metalurgiczne - przedsiębiorstwo państwowe wyodrębnione" z siedzibą w Myszkowie.
- Huta Łaziska - przedsiębiorstwo państwowe wyodrębnione" z siedzibą w Łaziskach Górnych.